# گنبد آجری مهرآباد
بنای گنبد آجری مهرآباد مربوط به دوره ایلخانی است و در نیشابور (روبروی روستای شهمیر)، کنارجاده کاشمر واقع شده و این اثر در تاریخ ۵ دی ۱۳۵۶ با شمارهٔ ثبت ۱۵۴۹ به‌عنوان یکی از آثار ملی ایران به ثبت رسیده‌است.
گمان بر این است که در این مکان راه زیرزمینی وجود داشته که به اسحق‌آباد و یا قدمگاه متصل می‌شده است. 

## نگارخانه

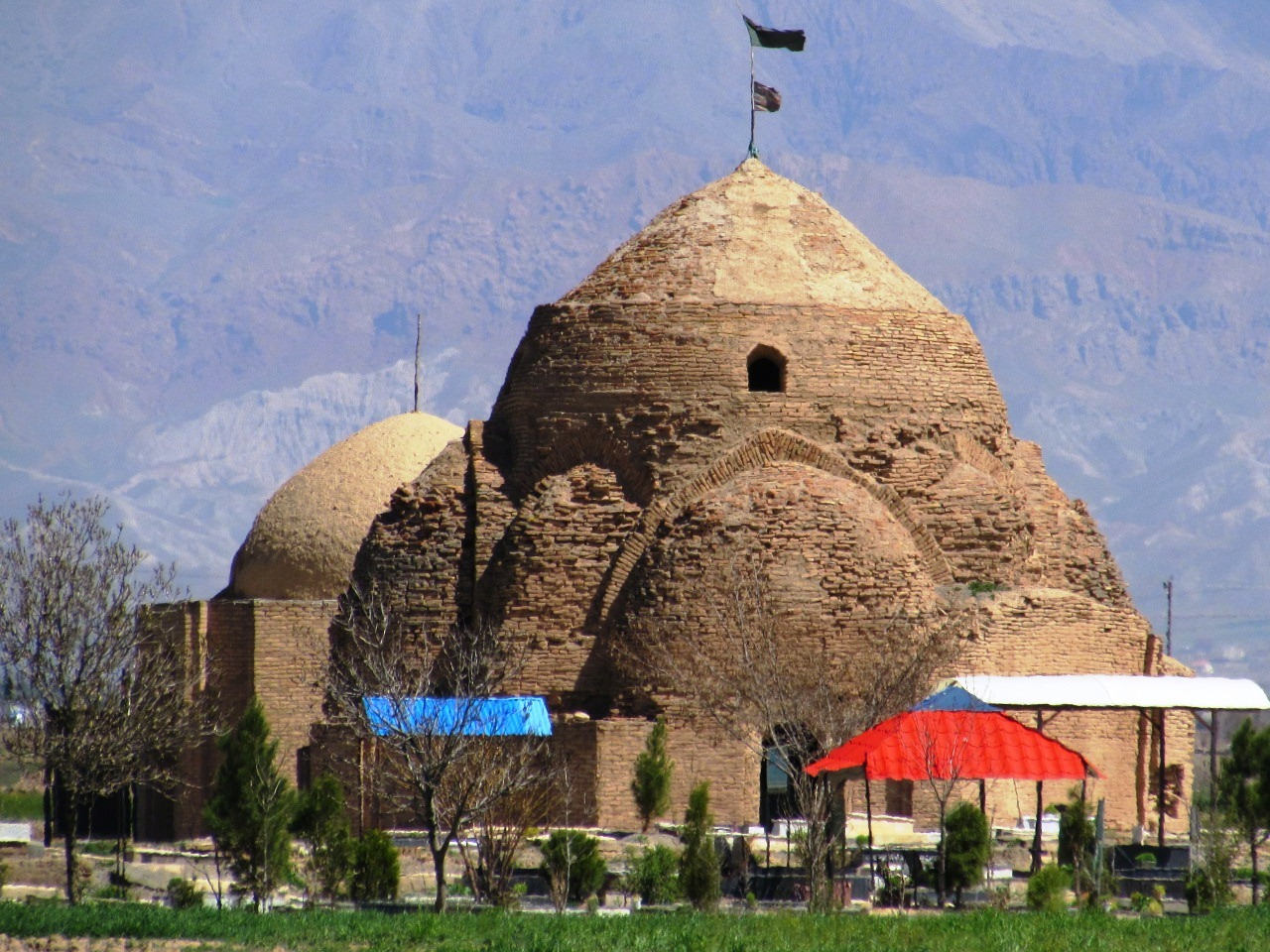
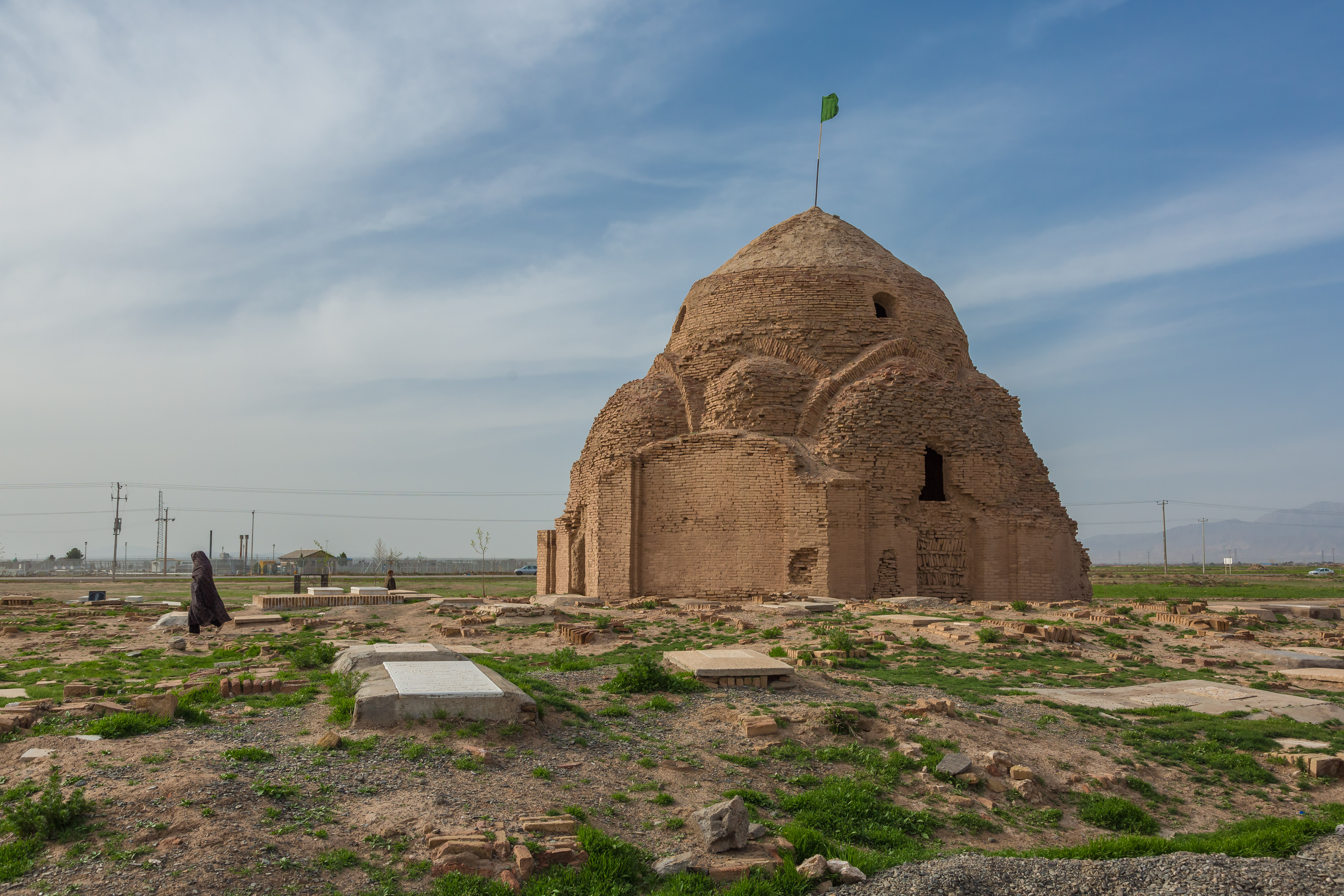
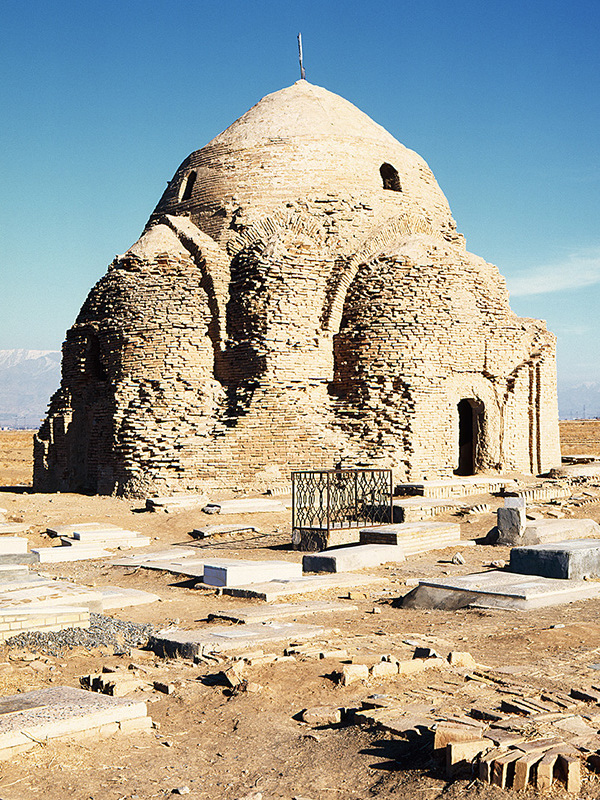